# Samuel Courtauld
Samuel Courtauld (Braintree, 7 maggio 1876 – Londra, 1º dicembre 1947) è stato un imprenditore e collezionista d'arte britannico.

## Biografia
Nacque a Braintree nell'Essex nel 1876 da una famiglia discendente da un argentiere ugonotto, Augustin, che nel 1690 si era trasferito a Londra, proveniente dalla Francia, per sfuggire alle persecuzioni di cui erano vittime i protestanti.
Negli anni successivi la famiglia si occupò della tessitura della seta e grazie alla scoperta della seta artificiale diventarono una delle famiglie più importanti e ricche. Finiti gli studi Samuel entrò subito nell'azienda di famiglia e sotto la sua presidenza la società si ampliò fino a possedere oltre venti stabilimenti in Gran Bretagna.

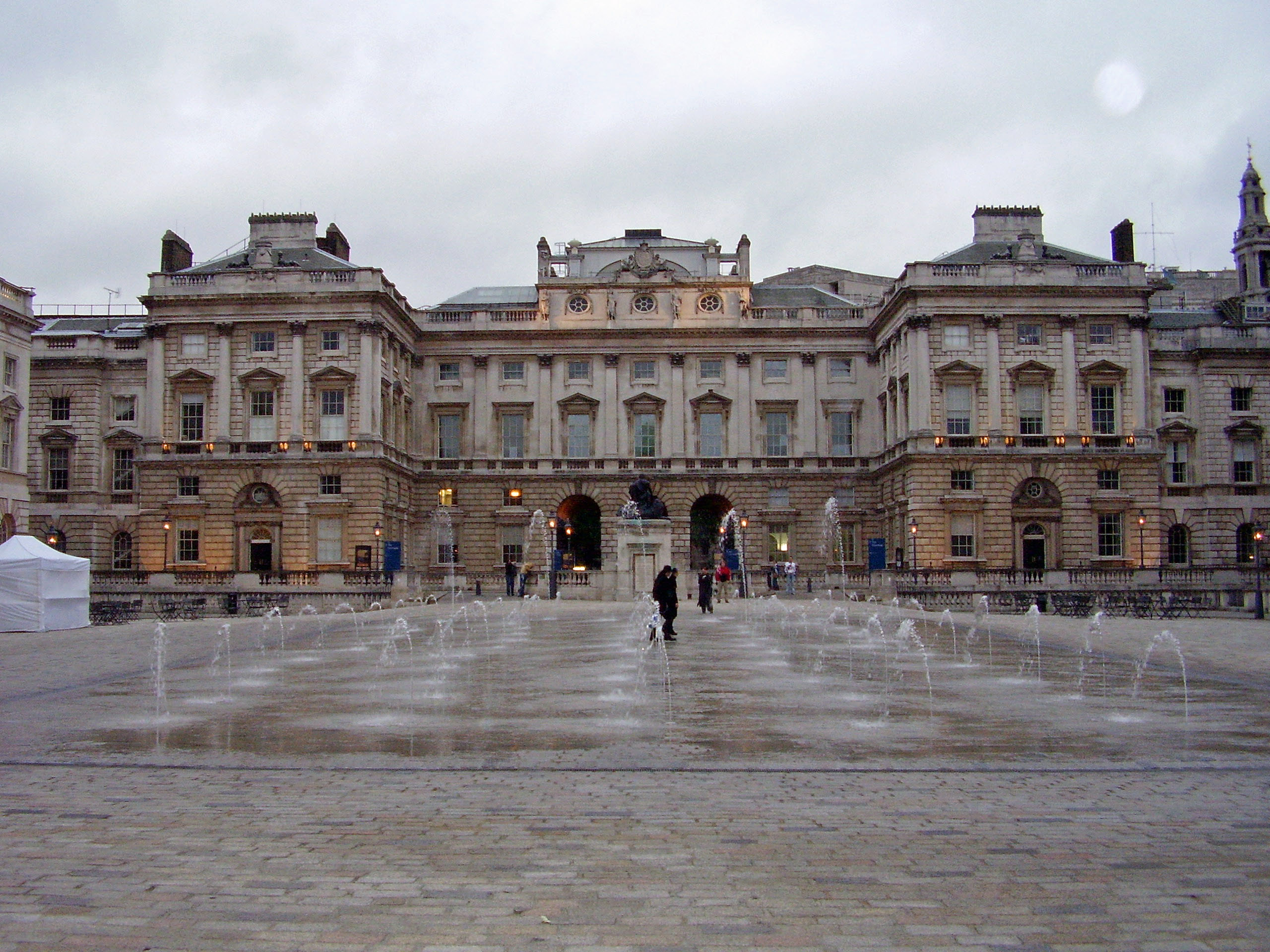
Somerset House, progettata da William Chambers, ha ospitato il Courtauld Institute of Art dal 1989.

Grazie a questo successo Courtauld accumulò una grossa fortuna che gli permise di spendere grosse somme in dipinti, cominciò una collezione (oggi la Courtauld Gallery) dopo i quarant'anni dopo un viaggio che aveva fatto in Italia dove rimase colpito dai grandi maestri italiani. Dopo qualche anno scoprì anche gli impressionisti ed i post-impressionisti. Egli acquistava quadri non in base alla fama degli artisti od alle recensioni dei critici, ma secondo il proprio gusto ed i consigli della moglie.
Dopo il 1930 Courtauld, oramai deciso a condividere con il pubblico il suo amore per l'arte, decise di donare 50 000 sterline alla Tate Gallery di Londra, che vennero utilizzati per l'acquisto di ventitré dipinti. Nel 1925 fondò insieme ad un amico l'Associazione degli Artisti Londinesi, che elargiva regolarmente una piccola rendita a pittori e scultori.
La sua opera più importante fu la fondazione del Courtauld Institute of Art, il primo centro britannico per lo studio della storia dell'arte ed ancora oggi la più importante istituzione mondiale in questo settore.
L'idea dell'istituto prese forma negli anni Venti con l'incoraggiamento di altri due collezionisti, lord Lee di Fareham e sir Robert Witt; cominciò le trattative con l'Università di Londra nel 1928 e l'Istituto nacque ufficialmente nel 1931. All'epoca non aveva una sede permanente, ma quando sua moglie morì (in quello stesso anno), egli lasciò la sua casa di Portman Square all'Università senza chiedere affitto per 50 anni e donò, sempre all'Università, la maggior parte dei suoi dipinti e 70.000 sterline per la costruzione di un'apposita pinacoteca.
Ma alla sua morte, nel 1947, questa non era stata ancora costruita; venne aperta soltanto nel 1958 in Woburn Square, a circa un chilometro e mezzo dall'Istituto. Tenere così lontano la pinacoteca dalla Fondazione non era certo l'ideale, il problema fu risolto quando si rese disponibile l'ala nord della Somerset House.